# Террариум
Террариум (от лат. terra — земля) — ёмкость, в которой созданы необходимые условия для содержания некоторых животных (амфибий и рептилий, насекомых и других беспозвоночных), а также растений. Большинство террариумов изготавливается из стекла, металлического каркаса или основы, пластмассы и древесины. Для сухопутных животных на дно насыпают песок или землю, кладут камни, мох и дёрн, сажают растения. Для древесных видов в террариуме устанавливают коряги и вешают лианы. Как правило, в террариуме присутствует ёмкость с водой, чаще частично зарытой в грунт. Крайне важным является поддержание определённой более или менее постоянной температуры и влажности. Освещение и обогрев осуществляется за счет специализированного оборудования, которое убирает необходимость естественного освещения.

## Типы террариумов
Террариумы делятся на различные типы — по примеру природных экосистем, пригодных для жизни того или иного вида животных. Они могут быть пустынными или сухими, умеренного типа, субтропическими, влажными, террариумами дождевого леса, африканской саванны и т. п.

### Аквариумы и террариумы смешанных типов
Особым типом террариума является акватеррариум (лат. aqua — вода), в котором значительную часть площади помещения занимает водоём. Водную и наземную части разделяет перегородка, либо одна из них представлена вынимающейся кюветой (с водой или грунтом соответственно). Часто наземная часть организуется в виде подвесного «островка», выступающих из воды крупных камней, коряг, насыпанного с наклоном грунта или в виде плавучего плотика. Соотношение водной и наземной частей зависит от образа жизни животных. Акватеррариумы используют для содержания многих хвостатых и бесхвостых земноводных, полуводных ящериц и змей, водных черепах, крокодилов и некоторых беспозвоночных (например, крабов).
Палюдариум (от лат. palus — болото) представляет собой своеобразную оранжерею для выращивания водных, околоводных и влаголюбивых наземных растений и содержания животных, требующих высокой влажности. Является разновидностью или синонимом акватеррариума.
Для содержания полностью водных видов рептилий и амфибий, таких как аксолотль, шпорцевые лягушки и некоторые черепахи, используются аквариумы.
Террариум для содержания насекомых, паукообразных, наземных моллюсков и некоторых других беспозвоночных называется инсектариумом, или инсектарием (от лат. insectum — насекомое).

## Объёмы и размеры террариумов
Размеры и объёмы террариумов могут быть также самыми разнообразными — от больших специализированных помещений в зоопарках, парках, ботанических садах и музеях, до маленьких мини-сосудиков с растениями в квартирах.

## Флорариум
Флорариумы как разновидность террариума приобретают всё большую популярность в домашнем растениеводстве. Они могут быть необычной формы и размещаться на столах и полках — в качестве декоративного атрибута, а также подоконниках, либо подвешиваться у окон и под потолками; прикрепляться непосредственно к внутренней стене какой-нибудь комнаты нашей квартиры и дома. Флорариумы могут быть различными не только по форме и размеру, но и размещаться в виде композиций из нескольких сосудов с растениями в одном месте. Изготавливают такие террариумы из цельного стекла и пластика — как заводским методом, так и при помощи подручных средств и утвари: вышедших из строя ламп накаливания, декоративных ваз и лабораторных колб или шаровидных аквариумов.

## Формы террариумов
Форма террариумов также различна и зависит от того, какие животные в них содержатся. По форме их можно разделить на:
Горизонтальный — террариум, длина которого в два и более раза превышает его высоту, а ширина больше высоты примерно в полтора раза. Предназначен для содержания наземных животных, которые не лазают по деревьям или вертикальным поверхностям: многих змей и ящериц, жаб, сухопутных черепах и многих других животных.
Вертикальный — террариум, высота которого больше его длины в два и более раза, а ширина может быть примерно равна длине. В таком террариуме устанавливаются прочные ветви деревьев или коряги, лианы, а задняя стенка иногда декорируется корой, пробкой, каменной или керамической плиткой, что позволяет животным лазать. Используется для содержания таких животных как хамелеоны, многие гекконы, зелёные игуаны, древесные змеи, квакши и другие древесные лягушки.
Кубический — промежуточный тип. Длина, ширина и высота такого террариума примерно равны. Используется для содержания животных, одинаково использующих как вертикальные, так и горизонтальные поверхности. При создании в кубическом террариуме толстого слоя грунта, его можно использовать для содержания роющих видов (например, чесночниц и некоторых сцинков).
Шаровидный, круглый, конический — в основном используется в качестве декоративной части помещений с высаженными в такие террариумы различных влаголюбивых растений (мох, папоротник и т. д.).

## Оборудование и контроль микроклимата

### Декорации
Немаловажное значение имеет декорирование террариумов, приближая их к естественно-природным видам того или иного климата — соответственного природной экосистеме животных, содержащихся дома. При помощи декорированного пенопласта, естественных камней, бентонита, коры деревьев и иного материала воссоздают микроландшафты пустыни или леса, горной гряды или равнины и т. д.

### Грунт
Для грунта террариума используются различные искусственные и естественные природные материалы: камень, песок, керамзит, земляные смеси и т. д. — в зависимости от экосистемы террариума и животных, которых содержат в искусственных условиях.

### Растения
В зависимости от типа террариумов, в них высаживают живые растения или размещают искусственные декоративные, сделанные в основном из нейтральной к различным средам пластмассы. Эффектные и неприхотливые растения для террариума: Пилея обернутая, Криптантус двуполосный, Фиттония беложильчатая, Пеперомия сморщенная, Селагинелла Крауса, Пилея глаука, Аир злаковый, Офиопогон плоскострелый, Асплениум луковиценосный и Камнеломка плетеносная.

### Температура
Необходимым условием для нормальной жизнедеятельности пойкилотермных животных является определённая температура среды. Предпочитаемая температура различается у разных видов животных.
В террариуме организуют два условных участка:
- Тёплый угол (англ. hot spot), в котором будут размещаться обогревательные элементы и где животные будут повышать температуру тела. Температура в этом участке выше, чем в остальном террариуме.
- Холодный угол, в котором температура ниже, а влажность — обычно выше, чем в тёплом углу.

Наличие двух участков с разной температурой и влажностью (а также промежуточной зоны) позволяет животным самим выбирать необходимые параметры среды.
Обогрев террариума может осуществляться при помощи:
- Термошнуров, которые могут быть расположены как внутри террариума, так и снаружи
- Термокамней
- Термоковриков — плоских нагревательных элементов
- Керамических теплоизлучателей
- Инфракрасных ламп
- Ламп накаливания и зеркальных ламп, которые комбинируют функции обогрева и освещения

Термометр является необходимым элементом террариума, при помощи которого осуществляется контроль за температурой. Необходимо установить термометры в тёплом и холодном углах террариума. В холодном углу можно также использовать термометр, совмещённый с гигрометром. В акватеррариуме необходим термометр для воды.

### Влажность
Другим важным фактором, особенно для земноводных, является влажность.
Для поддержания определённой влажности используются:
- Пульверизаторы, или опрыскиватели, из которых периодически опрыскивают грунт, растения и стенки террариума
- Дождевые установки
- Генераторы тумана
- Помпы-фонтаны

Для измерения влажности воздуха применяются гигрометры или термометры, совмещённые с гигрометром.

### Освещение
Освещение террариума обеспечивается лампами накаливания и/или светодиодными и люминесцентными лампами. Зеркальными рефлекторными лампами мощностью от 40 до 75 Вт обеспечивается локальный обогрев определённой зоны террариума, тем самым создавая в террариуме горячие и холодные зоны, чтобы рептилии могли самостоятельно регулировать свою температуру перемещаясь между этими зонами. Для одновременного освещения и обогрева террариумов с ночными животными можно использовать инфракрасные лампы или простые лампы накаливания с красной или синей колбой, так как красный или синий свет не беспокоит животных.

### Ультрафиолетовое облучение
Для выработки витамина D, регуляции минерального обмена, стимуляции нормального поведения и размножения многим террариумным животным необходимо ультрафиолетовое облучение.
Для большинства рептилий и многих амфибий необходимы люминесцентные лампы с УФ спектром. Большинство ламп, предназначенных специально для террариумных животных, имеют в спектре определённую долю ультрафиолета. Они предназначены для постоянного освещения и облучения террариума. По спектру такие лампы можно разделить на три группы:
- Лампы в спектре которых содержится мало жесткого УФВ (2 %). Предназначены для мягкого облучения амфибий, змей и ночных ящериц, а также освещения террариумов в комбинации с другими лампами.
- Лампы, в спектре которых доля УФВ 4—5 %. Предназначены для рептилий с умеренной потребностью в ультрафиолетовом облучении: из влажных тропических лесов и умеренных широт.
- Лампы, в спектре которых доля УФВ 7—10 %. Они предназначены для рептилий аридных зон (степей и пустынь), у которых высока потребность в ультрафиолетовом облучении.

Эритемные и кварцевые медицинские лампы могут применяться для сеансового облучения животных.

### Вентиляция
В террариумах предусматриваются вентиляционные отверстия и щели, задрапированные мелкой сеткой из металла и пластика, для поступления и циркуляции свежего воздуха.